# حسین نجات
محمدحسین زیبایی‌نژاد مشهور به حسین نجات (زاده ۱۳۳۴ شیراز) سرتیپ سپاه پاسداران انقلاب اسلامی است، که هم‌اکنون به‌عنوان جانشین فرمانده قرارگاه ثارالله فعالیت می‌کند.
وی از سال ۱۳۶۰ به سپاه پاسداران پیوست و در طول جنگ ایران و عراق از اعضای این نهاد بود. نجات از ۱۳۶۸ تا ۱۳۶۹ به‌عنوان معاون امور مجلس وزیر دفاع فعالیت می‌کرد، از ۱۳۷۳ تا ۱۳۷۵ معاون هماهنگ‌کننده سپاه و از ۱۳۷۵ تا ۱۳۷۶ جانشین رئیس ستاد مشترک سپاه پاسداران بود. وی از ۱۳۸۹ تا ۱۳۹۲ به‌عنوان معاون سیاسی و اجتماعی دبیرخانه شورای عالی امنیت ملی فعالیت می‌کرد و از ۱۳۹۳ تا ۱۳۹۵ نیز معاون فرهنگی و اجتماعی فرمانده کل سپاه بود. او از ۱۳۹۵ تا ۱۳۹۸ جانشینی رئیس سازمان اطلاعات سپاه پاسداران را برعهده داشت.
حسین نجات در سرکوب اعتراضات دانشجویی در تیرماه ۱۳۷۸ شرکت فعال داشت. وزارت خزانه‌داری آمریکا روز پنج‌شنبه ۶ اکتبر ۲۰۲۲، وی را به‌دلیل دست داشتن در سرکوب اعتراضات ایران تحریم کرد.

## زندگی
حسین نجات، با نام کامل؛ محمدحسین زیبایی‌نژاد در سال ۱۳۳۴ در شیراز زاده شد. وی پیش از وقوع انقلاب در گروه «منصورون» یکی از ۷ گروه تشکیل‌دهنده سازمان مجاهدین انقلاب اسلامی فعالیت مبارزاتی داشت و از همان دوران با روحانیونی همچون حسین راستی کاشانی در ارتباط بود. وی از سال ۱۳۶۰ به‌طور رسمی به عضویت سپاه پاسداران درآمد. او در طول جنگ ایران و عراق، از نیروهای حفاظت اطلاعات قرارگاه خاتم‌الانبیا بود و پس از جنگ دوره کوتاهی را نیز در ستاد کل نیروهای مسلح سپری نمود. او از ۱۳۷۶ تا ۱۳۷۹ فرماندهی قرارگاه ثارالله و از ۱۳۷۹ تا ۱۳۸۹ نیز فرمانده سپاه حفاظت ولی‌امر بود.
نجات از ۱۳۶۸ تا ۱۳۶۹ معاونت امور مجلس وزارت دفاع و پشتیبانی نیروهای مسلح را برعهده داشت و در فاصله سال‌های ۱۳۷۳ تا ۱۳۷۵ معاون هماهنگ‌کننده ستاد مشترک سپاه پاسداران بود. وی از ۱۳۷۵ تا ۱۳۷۶ به عنوان جانشین رئیس ستاد مشترک سپاه پاسداران فعالیت می‌کرد. او از ۱۳۷۸ تا ۱۳۷۹ فرماندهی قرارگاه ثارالله را برعهده داشت و به مدت یک دهه، در فاصله سال‌های ۱۳۷۹ تا ۱۳۸۹ نیز فرمانده سپاه حفاظت ولی‌امر بود.
حسین نجات از سال ۱۳۸۹ تا ۱۳۹۲ به‌عنوان معاون سیاسی و اجتماعی دبیرخانه شورای عالی امنیت ملی فعالیت می‌کرد و از ۱۳۹۳ تا ۱۳۹۵ نیز معاون فرهنگی و اجتماعی فرمانده کل سپاه بود. وی در روز هفتم دی ۱۳۹۵ طی حکم فرمانده کل سپاه پاسداران، به سمت جانشین رئیس سازمان اطلاعات سپاه پاسداران منصوب شد و این سمت را تا اردیبهشت ۱۳۹۸ برعهده داشت. او هم‌چنین پدر همسر سابق علی غزالی مدیر سایت بازتاب نیز بوده است.

## سایر سوابق
- مسئول بازرسی سپاه پاسداران
- معاونت طرح و برنامه سپاه پاسداران
- معاون هماهنگ‌کننده ستاد مشترک سپاه پاسداران

## نقض حقوق بشر
حسین نجات در سرکوب اعتراضات دانشجویی در تیرماه ۱۳۷۸ در جایگاه فرمانده قرارگاه ثارالله سپاه پاسداران، حضور داشته است. در حمله به کوی دانشگاه تهران (۱۸ تیر ۱۳۷۸) و دیگر مسائل دانشجویی او از کسانی بود که به همراه محمدباقر ذوالقدر و محمدرضا نقدی، طرح سرکوب دانشجویان و حتی عزل محمد خاتمی رئیس‌جمهور وقت را داشتند.
او پس از اعتراضات مربوط به گرانی بنزین در آبان ۱۳۹۸ ادعا کرد که مدل جدید براندازی با تکیه بر افراد فرودست، حاشیه‌نشین و بی‌سواد است: «مدل جدید براندازی غرب، ناجنبش اجتماعی است که تکیه بر افراد فرودست جامعه دارد؛ افرادی که محصول حاشیه‌نشینی و بی‌سواد هستند و در فضای مجازی آلوده شده‌اند.»

## تحریم‌ها
روز پنج‌شنبه ۶ اکتبر ۲۰۲۲ وزارت خزانه‌داری آمریکا، حسین نجات را به همراه ۶ مقام ارشد جمهوری اسلامی به‌دلیل قطع دسترسی به اینترنت و دست داشتن در سرکوب اعتراضات ایران تحریم کرد.